# Rosario la Cortijera (película de 1935)
Rosario la Cortijera es una película española dirigida por León Artola y estrenada en 1935. Está protagonizada por Estrellita Castro y Rafael Durán. Intervienen el Niño de Utrera y el guitarrista Sabicas.

## Historia
Ya en 1923 hubo una primera película titulada Rosario la Cortijera, dirigida por José Buchs.
Aunque había intervenido en un cortometraje en 1933, el verdadero debut cinematográfico de la cantaora Estrellita Castro tuvo lugar en 1935, año en el que rodó el largometraje Rosario la Cortijera, dirigido por León Artola. Más tarde rodaría cuarenta películas, casi todas de tema folclórico, entre las que destacan Suspiros de España, El barbero de Sevilla y Mariquilla Terremoto, todas ellas rodadas en Alemania y dirigidas por Benito Perojo.
Las escenas de la ganadería fueron rodadas en la dehesa de Argimiro Pérez Tabernero.

## Argumento

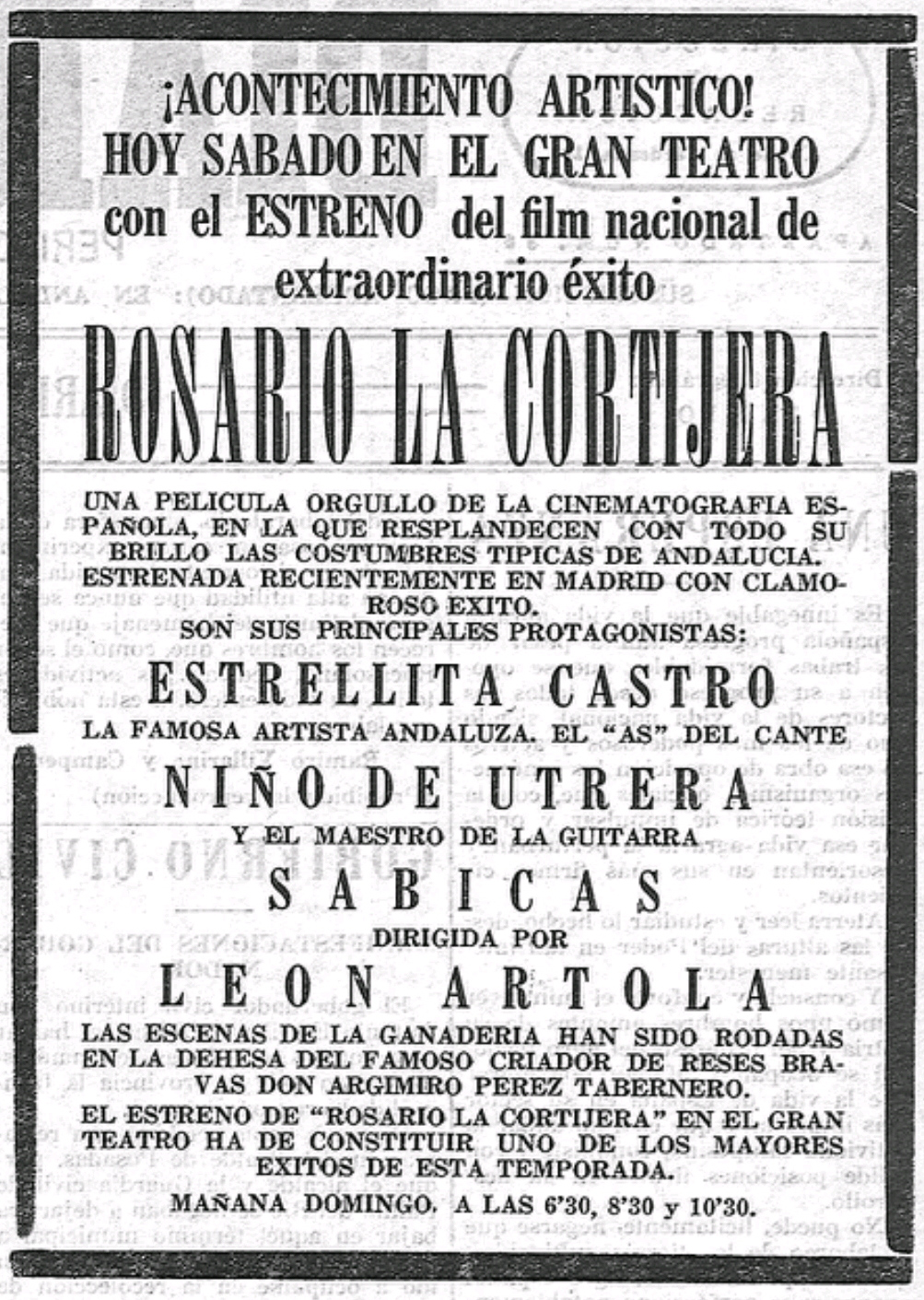
Anuncio publicitario de la película en el Diario de Córdoba de 16 de noviembre de 1935.

Rosario vive feliz en el cortijo del señor marqués, rodeada de los suyos, su padre, su novio Rafael, y rodeada de amigos. En ese estado de felicidad va a llegar un nuevo personaje, Manuel, todo un torero protegido del señor marqués. Aunque Manuel es primo de Rosario, no se habían visto desde niños. Uno de los empleados del marqués odia a Rafael ya que el señor marqués le nombró mayoral. Y, para vengarse, excita sus celos con la historia de un romance entre el torero y la cortijera.

## Reparto
- Estrellita Castro
- “Niño Sabicas”
- “Niño de Utrera”
- Rafael Durán
- Elsa Roy
- Emilio Portes
- Alfredo Corcuera
- Moisés Arciniega Mendi
- Juan Pérez Tabernero
- Ángel Durán
- Antonio Gil Varela “Varillas”